# باکتری‌کش

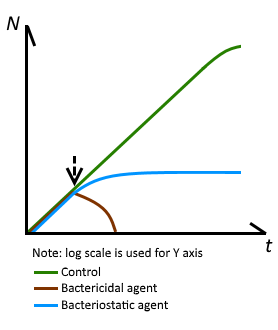
یک تصویر اثرات مختلف عامل باکتریواستاتیک و عامل باکتری کش را نشان می دهد

باکتری‌کُش (به انگلیسی: Bactericide) موادی هستند که به‌طور مستقیم باعث مرگ باکتری‌ها می‌شوند. باکتری‌کش‌ها در سه گروه ضدعفونی‌کننده‌ها، آنتی‌بیوتیک‌ها و گندزداها تقسیم‌بندی می‌شوند.
علاوه بر این مواد، برخی از سطوح به‌دلیل ویژگی‌ها و ساختار فیزیکی ویژهٔ خود می‌توانند خاصیت باکتری‌کشی داشته باشند. به عنوان مثال سطح بال حشراتی مانند سنجاقک‌ها و زنجره‌واران طی تماس با باکتری‌ها باعث مرگ آن‌ها می‌شوند.

## آنتی‌بیوتیک‌ها
آنتی‌بیوتیک‌های باکتری‌کش، قابلیت نابودکردن مستقیم سلول باکتری را دارند و هر یک به نحوی کارکرد متابولیسم باکتری را برهم می‌زنند. برای مثال، پلی‌میکسین بی، به غشای پلاسمایی باکتری آسیب می‌زند. در نتیجه محتویات داخل باکتری به بیرون نشت کرده و تعادل یونی دو طرف غشای پلاسمایی باکتری به خاطر فشار اسمزی برهم می‌خورد. همچنین اجزا درونی باکتری و مولکول‌های مهم آران‌ای و دی‌ان‌ای به بیرون نشت کرده و باکتری نابود می‌شود.

## انواع باکتری‌کش از نظر نحوه اثر

### آنتی‌بیوتیک با طیف محدود
آنتی‌بیوتیک‌های با طیف محدود، تنها بر روی برخی از خانواده‌های باکتری‌ها موثرند. برای مثال بنزیل پنی‌سیلین با طیف محدود فعالیت است و تنها بر باکتری‌های گرم-منفی مؤثر است و اثر چندانی بر باکتری‌های گرم مثبت ندارد.
آنتی‌بیوتیک دیگر مانند ایزونیازید به‌طور ویژه بر مایکوباکتریوم توبرکلوزیس، عامل بیماری سل مؤثر است. این آنتی‌بیوتیک کارکرد انتخابی ویژه دارد و مانع سنتز اسیدهای موجود در دیواره‌های سلولی مایکوباکتریوم می‌شود.

### آنتی‌بیوتیک با طیف وسیع
آنتی‌بیوتیک‌های با طیف وسیع هم بر باکتری‌های گرم منفی و نیز بر باکتری‌های گرم مثبت موثرند مانند وانکومایسین.

## انواع باکتری‌کش از نظر ارگانیسم هدف
برای درمان بیماری‌های عفونی باکتریایی از باکتری‌کش‌ها استفاده می‌شود. آنتی‌بیوتیک‌ها و ترکیب‌های مس در درمان عفونت‌های باکتریایی بکار می‌روند.آنتی‌بیوتیک‌ها در درمان عفونت‌های باکتریایی انسان، حیوان و نیز بیماری‌های باکتریایی گیاهی استفاده می‌شوند. از آفت‌کش‌های دارای ترکیب‌های مس همچون ترکیب بردو و بردوفیکس نیز در درمان بیماری‌های باکتریایی گیاهی به میزان وسیعی استفاده می‌شود.

## سطح ضدمیکروبی آلیاژهای مس
سطح ضد میکروبی مس قادر است در مدت دو ساعت، بیش از ۹۹٫۹٪ میکروب‌های سطح خود را اعم از باکتری، قارچ و برخی از انواع ویروس‌ها را نابود کند.